# Katalin Kulcsár
Katalin Kulcsár (ur. 7 grudnia 1984 w Győrze) – węgierska sędzia piłkarska. Egzamin sędziowski zdała w 1999, w wieku 14 lat. Od 2004 jest sędzią międzynarodowym FIFA. Sędziowała m.in. finał Mistrzostw Europy U-17 kobiet 2009. Jej ojciec również był wieloletnim sędzią piłkarskim.